# Правен формализъм
Правният формализъм е формалната деформация на правото в правоприлагането и правната култура. Правният формализъм е "сиамския близнак" на правния позитивизъм (но с отрицателна конотация) и не може да се разбира и отделя от него като философия на правото.
Правният формализъм има не само различен нюанс, а и значение, в зависимост от правната система. В англосаксонската правна система се разбира като придържане към позитивното право, който не е основен източник на правото.
В страните от Евразия възприели континентална правна система, правният формализъм няма онази отрицателна конотация с която е натоварено словосъчетанието (а не понятието) в системата на общото право. Съобразно континенталната философия между правна форма и съдържание няма колизия, а първото предхожда (форма предписана от закона като задължително условие или предпоставка) второто или ако не е изпълнена правната форма (като отрицателна препоставка) не може да се удостовери валидно съдържанието и съответно да се приложи правото.
В страните възприели системата на гражданското право, понятието за правен формализъм е натоварено с различно съдържание от обикновеното в англосаксонския свят на страните от бившата Британска империя. В Евразия под правен формализъм се разбира стриктното придържане към буквата на закона, а не към духа и целта на закона (буквоядство) при тълкуване на правото. Системата на правото с цел обиране на тези луфтове при правоприлагането е въвела принципа на правовата държава и принципа на законност.
Казано с други думи от гледна точка на континенталната философия и чисто правно-доктринално, ако правният позитивизъм се занимава с обяснение на въпроса какво е закон, то правният формализъм дава обяснение на това какво е правото и как е изградена и функционира неговата система.